# Tennessee Woman
Tennessee Woman è un album in studio della cantante di musica country statunitense Tanya Tucker, pubblicato nel 1990.

## Tracce
1. Take Another Run (Paul Overstreet, Don Schlitz) – 3:01
2. Shotgun (Michael Garvin, Tom Shapiro) – 3:27
3. As Long as There's a Heartbeat (David Powelson) – 3:17
4. Don't Go Out (Radney Foster, Bill Lloyd) – 3:15 (duet with T. Graham Brown)
5. There's a Tennessee Woman / Ben's Song (Tanya Tucker, Gary Stewart) – 3:37
6. Goodbye Baby (Paul Davis) – 3:27
7. It Won't Be Me (Shapiro, Chris Waters) – 2:56
8. Your Old Magic (Tony Martin, Troy Martin) – 3:12
9. Walking Shoes (Paul Kennerley) – 2:38
10. Oh What It Did to Me (Jerry Crutchfield) – 3:31